# Zynga
Zynga (pronunciación en inglés: ˈzɪŋˌgə) es una empresa que desarrolla videojuegos sociales en línea, basándose en los sistemas de Web 2.0, ubicada en San Francisco, California, Estados Unidos. Fue fundada en julio de 2007.
La compañía desarrolla juegos parecidos a los de navegadores de forma autónoma y los presenta como aplicaciones widget en redes sociales como Facebook o MySpace.

## Historia

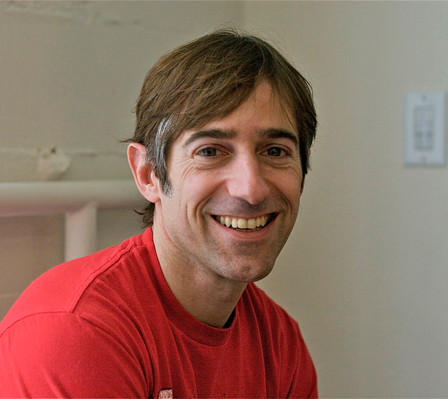
Mark Pincus, principal fundador de Zynga.

Zynga fue fundada en julio de 2007 por Mark Pincus, Michael Luxton, Eric Schiermeyer, Justin Waldron, Andrew Trader, y Steve Schoettler. Recibió USD $29 millones en capital de riesgo de otras firmas, en la que lideraba Kleiner Perkins Caufield & Byers en julio de 2008, también fue propuesto al exjefe de la Oficina Creativa de Electronic Arts Bing Gordon en el tablón. En ese tiempo, ellos también compraron YoVille, un gran juego social virtual en línea. Según su sitio web, en diciembre de 2009 había 60 millones de usuarios diarios únicos.
En febrero de 2010, Zynga tenía 750 empleados. El 17 de febrero de 2010, Zynga abre Zynga India en Bangalore, siendo éstas las primeras oficinas de la compañía fuera de Estados Unidos. El 18 de marzo de 2010, Zynga confirma que abre su segunda oficina internacional en Irlanda.
El 7 de mayo, Michael Arrington de TechCrunch informó que Zynga amenazaba con salir de Facebook a raíz de la monetización de las aplicaciones de la red social a través del uso de los créditos de Facebook. Después de negociaciones, varios de los juegos de Zynga alojados en Facebook pasaron a cortar las notificaciones, incluyendo FarmVille. Zynga planea tomar distancia de Facebook a través de la creación del nuevo sitio "Zynga Live", conocido como Zlive.
A junio de 2010, FarmVille tuvo 18 millones menos jugadores desde Facebook después de su pico máximo en marzo de 2010 de 85 millones de jugadores. El 3 de junio de 2010, Zynga adquiere Challenge Games.
El 1 de julio de 2013, Zynga confirmó que había contratado al presidente de Microsoft Interactive Entertainment, Don Mattrick, como su nuevo CEO. Comunicado de prensa de Zynga anunció que el ex CEO, Mark Pincus, continuaría como presidente y director de producto de Zynga.
En 2013, Zynga comenzó el cierre de algunos de sus juegos. El 3 de junio de 2013, Zynga anunció que la compañía estaría despidiendo a 520 empleados - más o menos el 18% de su fuerza laboral - y cierre de oficinas en Nueva York, Los Ángeles, y Dallas. En julio de 2013, Zynga ha perdido los informes, casi la mitad de su base de usuarios con respecto al año anterior. En consecuencia, los inversores redujeron valoración de Zynga por 400 millones de dólares. En 25 de julio de 2013, Zynga informó  que durante sus ganancias Q2 no estarían llevando a cabo la producción de juegos de dinero real en los EE. UU. Después de este anuncio, las acciones cayeron un 13 %. El mismo mes, los tres altos ejecutivos de Zynga habían dejado la empresa: John Osvald, vicepresidente sénior de juegos, Jesse Janosov, un vicepresidente que dirigía la división de casino de Zynga, y Nathan Etter, vicepresidente de juegos, todos renunciaron.
En enero de 2014, la compañía anunció planes para reducir su plantilla en un 15%, con lo que su número total de empleados abajo por 314. En abril de 2014, como parte de regularidad informe de ganancias trimestrales de la compañía, Mark Pincus, fundador y ex CEO, anunció dimitir de las operaciones del día a día en su papel de Director de Producto, conservando su cargo de Presidente de la Junta. Los usuarios diarios activos cayeron 53.000.000-28.000.000 año tras año en el mismo período. La compañía también anunció su nueva contratación de Alex Jardín, cofundador de Relic Entertainment y exejecutivo de Microsoft Studios. En julio de 2014, Zynga anunció que habían alquilado el espacio de oficina y fueron la contratación de ingenieros de software y diseñadores técnicos para un nuevo equipo en Orlando.
En julio de 2014, Zynga firmó un contrato de arrendamiento de oficinas en Maitland, Florida. Menos de un año después, la oficina de Orlando cerró.
Don Mattrick dejó Zynga en abril de 2015, reemplazado por su predecesor Mark Pincus. Frank Gibeau asumió el cargo de director ejecutivo el 7 de marzo de 2016 y Pincus se hizo a un lado una vez más. El último puesto de Gibeau fue como jefe de dispositivos móviles de Electronic Arts. Se unió a la Junta Directiva de Zynga en agosto de 2015.
Sede de Zynga en San Francisco en 2016. En el cuarto trimestre de 2017, los ingresos fueron de $233,3 millones de dólares, un aumento del 22 % con respecto al mismo trimestre de 2016, el mejor desempeño trimestral en cinco años. En enero de 2018, Zynga tenía 1.681 empleados, aproximadamente 80 millones de usuarios activos mensuales, y una capitalización de mercado de $3.390 millones de dólares. Según la compañía, Zynga ha tenido más de mil millones de personas jugando sus juegos desde su creación en 2007.
El 10 de enero de 2022, Take-Two Interactive anunció su intención de adquirir la empresa en un acuerdo en efectivo y acciones por un valor de $12,700 millones de dólares estadounidenses, y Take-Two adquirió el resto de sus acciones a $9,86 dólares por acción. El acuerdo se cerró en junio.

## Modelo empresarial

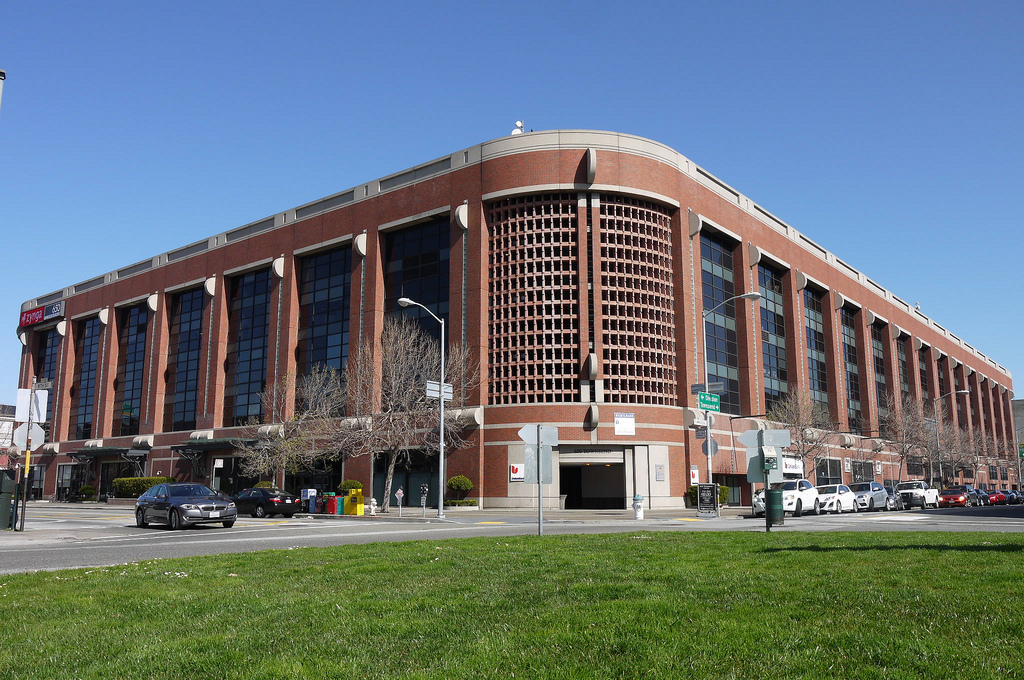
Sede de Zynga, apodado como "The Dog House".

Zynga es apoyado de dos maneras: A través de pagos con tarjeta de crédito y sus empresas socias. Varios juegos Zynga requieren una "energía" que se debe utilizar para jugar y dan características de juego. Participar en "misiones", un rasgo característico de muchos juegos, lo que consume una determinada cantidad de energía. Después de gastar energía, se repone lentamente hasta el límite máximo de cada personaje. Esto puede durar unos minutos o varias horas (se restaura la energía si los jugadores se registran en el juego). Cuando la energía se repone, los jugadores pueden participar en las misiones adicionales. La reposición de la energía es un factor importante de limitación en los juegos. Sus mecanismos de apoyo se aprovechan de esta forma.
Antes de noviembre de 2009, los juegos de Zynga estaban vinculados a las ofertas de un número de socios. Los jugadores podían aceptar las ofertas de tarjetas de crédito, participar en encuestas o comprar servicios de los socios de Zynga, con el fin de obtener los créditos de juego, que les permitan reponer la energía de su personaje o recibir moneda prima que podría ser intercambiado por otros bienes virtuales diferentes.
Los jugadores también pueden comprar créditos de juego a través de sus tarjetas de crédito o PayPal. Desde dentro del juego, los jugadores pueden comprar créditos por dinero: USD$5.00 por 21 créditos de juego, por ejemplo. En marzo de 2010 Zynga empezó a vender tarjetas para la obtención del dinero virtual en más de 12.800 tiendas alrededor de Estados Unidos. Este mismo mes Zynga anunció que puso en marcha una plataforma de juegos sociales separada, que incluirá la publicación de otros desarrolladores a la nueva plataforma de Zynga.com.
De acuerdo con la BBC, alrededor del 80% por ciento de los ingresos de Zynga proviene de usuarios de Facebook, pero su asociación formal con Facebook terminó el 31 de marzo de 2013.

## Relaciones con Facebook
El 18 de julio de 2011, Zynga presentó un addendum a su Formulario S-1 que detalla su relación con Facebook, incluyendo el acuerdo de 2010 de cinco años para usar Facebook atribuye exclusivamente. De acuerdo con la información dada a conocer, todos los juegos de Zynga cubiertos que utilizan la integración de Facebook deben permanecer exclusivo de Facebook para la duración del acuerdo, y Zynga no está permitido lanzar nuevos juegos en una lista no revelada de otras redes sociales. Además, Zynga está obligado a notificar a Facebook de cualquier juego nuevo al menos una semana antes de su liberación. Finalmente, Facebook se compromete a ayudar a Zynga alcanzar "ciertos objetivos de crecimiento para los usuarios únicos mensuales de cubiertos Juegos Zynga".
El 11 de octubre de 2011, Zynga anunció planes para crear su propia plataforma en la que los usuarios podrán jugar los juegos de la compañía. Aunque la plataforma, Proyecto Z, todavía tendrá importantes lazos de Facebook que se cree que es el primer gran paso lejos del gigante de los medios de comunicación social. De Facebook S-1 se indica que Zynga genera el 12% de los ingresos de Facebook en 2011.
En noviembre de 2012, Facebook puso fin a su acuerdo especial con Zynga. Siendo efectivo para el 31 de marzo de 2013, Zynga fue limitada por las políticas estándar Facebook Platform.

## Financiamiento
En diciembre de 2009, la empresa rusa Digital Sky Technologies pagó una cuota de $180 millones de dólares de Zynga. En 2010 un total de $300 millones de dólares se invirtió en Zynga de parte de Softbank y Google.

## Juegos

### Juegos actuales
Desde mayo de 2015, Zynga actualmente cuenta con 27 juegos de Facebook, y 17 títulos para plataformas móviles con sistema operativo Android, IOS, entre otros. Estos son:
- Chess with Friends
- Clay Jam
- Draw Something
- Drop7
- Empires & Allies
- FarmVille 2
- FarmVille Mobile
- Fashion Designer
- Fairy Tale Twist
- Friends for Sale
- Gems With Friends
- MONSTER LEGENDS
- Hit It Rich! Casino Slots
- Live Poker
- Mafia Wars
- Matching with Friends
- NFL Showdown: Football Manager
- Ninja Kingdom / Dojo Mojo
- Party Place
- Scramble with Friends
- Solstice Arena
- War of the Fallen
- Words with Friends
- Words on Tour
- Zynga Bingo
- Zynga Poker
- ZyngaPlus Poker
- ZyngaPlusCasino

### Juegos descontinuados
| - Art with Friends – cerró el 1 de abril de 2015. - Ayakashi: Ghost Guild – sacado de las tiendas de aplicaciones de 30 de abril de 2015. - Battlestone – cerró 1 de enero de 2014. - Bubble Safari Ocean – cerró el 30 de abril de 2015. - Bubble Safari – cerró el 30 de abril de 2015. - ChefVille – cerró el 30 de abril de 2015. - Café World – cerró el 22 de julio de 2015. - CastleVille – cerró el 30 de abril de 2015. - CityVille- cerró el 30 de abril de 2015. - CoasterVille – cerró el 23 de julio de 2014. - Dope Wars – cerró en diciembre de 2009. - Dream Heights – cerrado el 20 de junio de 2013. - Dream PetHouse – cerrado el 28 de junio de 2013. - Dream Zoo – cerrado el 27 de mayo de 2013. - Duck Dynasty – cerró el 30 de abril de 2015. - Empires & Allies – cerrado el 17 de junio de 2013; relanzado para móviles en 2015. - FarmVille - cerró el 31 de diciembre de 2020. - FishVille – cerrado 5 de diciembre de 2012. - Hidden Chronicles – cerró el 23 de julio de 2014. - Hidden Shadows – cerró el 23 de julio de 2014. - ForestVille – sacó de las tiendas de aplicaciones. | - Indiana Jones Adventure World – cerró el 14 de enero de 2013. - Mafia Wars 2 – cerró el 30 de diciembre de 2012. - Mafia Wars Shakedown – sacado de las tiendas de aplicaciones. - Mojitomo – sacado de las tiendas de aplicaciones. - Montopia – cerrado el 21 de diciembre de 2012. - PetVille – cerrado el 30 de diciembre de 2012. - Puzzle Charm – cerró el 30 de abril de 2015. - Roller Coaster Kingdom – cerró el 30 de junio de 2010. - Ruby Blast – cerró el 4 de enero de 2014. - Riches of Olympus – cerró el 30 de abril de 2015. - Street Racing – cerrado en diciembre de 2010. - Skateboard Slam – cerró el 30 de abril de 2015. - The Friend Game – cerró en febrero de 2013. - The Pioneer Trail (antes FrontierVille) - cerró el 30 de abril de 2015. - The Ville – cerró el 24 de junio de 2013. - Treasure Isle - cerró el 5 de diciembre de 2012. - Vampire Wars - cerró el 5 de diciembre de 2012. - Warstorm – cerrado en septiembre de 2011. - Word Scramble Challenge – sacado de las tiendas de aplicaciones. - YoVille – vendió el 11 de mayo de 2014. - Zynga Slingo – cerró el 26 de agosto de 2013. - Zynga Slots – cerró el 25 de noviembre de 2013. - Zynga Elite Slots – cerró el 30 de abril de 2015. - Zombie Smash – cerró el 12 de enero de 2015. |

### Réplicas de juegos existentes
Zynga ha sido acusada de copiar los conceptos populares de otros juegos populares para competir con sus desarrolladores.
El lanzamiento de Mafia Wars provocó una demanda de los creadores Mob Wars, que fue resuelta fuera de vías judiciales por $7–9 millones de dólares.
Ars Technica señaló que el juego de Zynga Cafe World y el juego Playfish Restaurant City eran "casi idénticos"; Cafe World salió seis meses después de Restaurant City. Su modo de juego, el diseño, los gráficos, los avátares, e incluso algunos objetos dentro del juego eran idénticos a Restaurant City. Muchos jugadores que han jugado Restaurant City y Cafe World han notado las similitudes entre ambos juegos. Además, el juego de Zynga FarmVille es similar a Farm Town. 
Otras compañías han respondido a Zynga, creando también, juegos similares. Playfish, lanzó Pet Society (juego similar al de Zynga Petville), y anunció la creación de Poker Rivals rival para Zynga Poker. Playfish también lanzó Gangster City, muy similar a Mafia Wars.
El fundador de Zynga, Mark Pincus, ha desestimado las críticas diciendo que es común que los fabricantes de videojuegos compitan lanzando títulos similares para cada género de juego.

### Otras críticas
En septiembre de 2009 Zynga fue amenazado de acciones legales por parte de Nissan por el uso de sus marcas en el juego Street Racing. Zynga posteriormente renombró y cambió las imágenes miniaturas de todos los automóviles de Nissan e Infiniti a "Sindats" y "Fujis" con las miniaturas cambiadas. Al mismo tiempo rediseña y cambia los diseños de automóviles realizados por GM, Ferrari, Lamborghini, Saab, y otros.
Otra crítica se debe a que los no-jugadores están cansados de ver actualizaciones sobre el avance de sus amigos en estos juegos. Se han creado varios grupos de Facebook para expresar el descontento con la sobreexposición de los juegos de Zynga hacia millones de usuarios. Como resultado de esto, Facebook modificó su política hacia de los desarrolladores de aplicaciones para evitar el envío de mensajes a los feeds de noticias de los amigos o la presentación de cambios en la barra de notificaciones. Debido a esto Zynga amenaza con cortar totalmente vínculos con Facebook debido a la "pérdida de usuarios".
A finales de mayo de 2010, el Consejo Noruego de Consumidores ha presentado una denuncia ante la Inspección de datos sobre las violaciones de la Ley de Protección de Datos. El Consejo de Consumidores es previamente conocido por iniciar la causa contra el iTunes de Apple, que finalmente llevó a la interrupción de la práctica de iTunes DRM.

## Zynga.org
Zynga inició una compañía hermana, Zynga.org, con el objetivo de introducir contribuciones caritativas dentro sus juegos.
Por ejemplo, al menos desde octubre de 2009, a través de su juego FarmVille, Zynga ofreció de forma especial azúcar de remolacha cuyos usuarios podían compara con el "dinero de la vida real". Las donaciones están destinadas a dos organizaciones para la ayuda a Haití: FATEM.org and FONKOZE.org. A octubre 20, la remolacha azucarera consiguió $427.000 y espera llegar a $2 millones a fin de año Zynga está utilizando tie-ins para ayudar en los esfuerzos para la recuperación del Terremoto de Haití de 2010. Zynga también vende bulldogs en su juego YoVille, cuya recaudación será destinada a la Sociedad Protectora de Animales de San Francisco.Y en Hidden Chronicles recientemente comprando un pack de inicio especial con 50 créditos de Facebook para contribuir para que los estadounidenses no pasen frío este invierno de 2012.